# Alpaïde (bier)
Alpaïde is een Belgisch bier van hoge gisting.
Het bier wordt gebrouwen in Brouwerij Nieuwhuys te Hoegaarden. Dit bier is genoemd naar gravin Alpaïde, die tijdens de vroege middeleeuwen over het graafschap Bruningerode regeerde. Zij stichtte het kapittel Huardis dat later de naam Hoegaarden kreeg.

## Varianten
- Alpaïde, bruin bier, type (tripel), met een alcoholpercentage van 10%
- Alpaïde Cuvée van de generaal, blond bier, type tripel, met een alcoholpercentage van 8,5%

## Prijzen
- Brussels Beer Challenge 2012 - gouden medaille voor Alpaïde in de categorie Dark Ale: Abbey/Trappist